# Tascabili Economici Newton
La Tascabili Economici 100 pagine 1000 lire (in acronimo TEN) è stata una collana della casa editrice Newton Compton Editori.

## Elenco uscite

### Prima serie
1. Sigmund Freud, Il sogno e la sua interpretazione
2. William Shakespeare, Amleto
3. Franz Kafka, La Metamorfosi e Nella colonia penale
4. Hermann Hesse, Vagabondaggio
5. Khalil Gibran, La Voce del Maestro
6. Robert Louis Stevenson, Il Dr. Jekyll e Mr. Hyde
7. Sigmund Freud, Psicoanalisi. esposizione divulgativa in cinque conferenze
8. William Shakespeare, Otello
9. Italo Svevo, Corto viaggio sentimentale
10. Hermann Hesse, Amicizia
11. Mallanaga Vatsyayana, Kāmasūtra
12. Thomas Mann, La morte a Venezia
13. Charles Darwin, L'origine delle specie. Abbozzo del 1842
14. Friedrich Nietzsche, L'Anticristo
15. Federico García Lorca, I sonetti dell'amore oscuro
16. Hermann Hesse, Pellegrinaggio d'autunno
17. Marziale, I cento epigrammi proibiti
18. Edgar Allan Poe, Racconti del terrore
19. Pietro Aretino, Sonetti lussuriosi e dubbi amorosi
20. William Shakespeare, Romeo e Giulietta
21. Oscar Wilde, Aforismi
22. Michail Bulgakov, Cuore di cane
23. Buddha, I quattro pilastri della saggezza
24. Edgar Allan Poe, Racconti del mistero
25. Sigmund Freud, Tre saggi sulla sessualità
26. Henrik Ibsen, Casa di bambola
27. Giovanni Paolo II, Pensieri di pace e di speranza
28. Hermann Hesse, Knulp
29. AA.VV., Canti degli indiani d'America
30. Edgar Allan Poe, Racconti d'incubo
31. Albert Einstein, Teoria dei quanti di luce
32. Luigi Pirandello, Sei personaggi in cerca d'autore
33. Seneca, La felicità
34. Hermann Hesse, Bella è la gioventù
35. Charles Baudelaire, Il poema dell'hashish
36. Horace Walpole, Il castello di Otranto
37. La regola sanitaria salernitana
38. Raymond Radiguet, Il diavolo in corpo
39. Seneca, L'ozio, La serenità
40. Hermann Hesse, Francesco d'Assisi
41. Ben Jonson, Il Dottor Sottile, l'alchimista
42. John William Polidori, Il vampiro
43. Victor Hugo, L'ultimo giorno di un condannato a morte
44. Nikolaj Vasil'evič Gogol', Il cappotto e Il naso
45. Edmond Rostand, Cyrano de Bergerac
46. Hermann Hesse, Klein e Wagner
47. Khalil Gibran, Massime spirituali
48. Charles Baudelaire, Un mangiatore d'oppio
49. Friedrich Nietzsche, Ecce homo
50. Lucio Dalla, Parole cantate. Le mie canzoni
51. Luigi Pirandello, Il turno
52. Hermann Hesse, Hermann Lauscher
53. Cicerone, L'amicizia
54. Franz Kafka, Lettera al padre
55. Renato Fucini, Le veglie di Neri
56. Howard Phillips Lovecraft, La casa stregata
57. Sigmund Freud, Al di là del principio del piacere
58. Ugo Betti, Corruzione al Palazzo di giustizia
59. Khalil Gibran, Le ali spezzate
60. Hermann Hesse, Amore
61. Giovenale, Contro le donne
62. Plutarco, Il fato e La superstizione
63. Giovanni Verga, Storia di una capinera
64. François de La Rochefoucauld, Massime
65. Joseph Sheridan Le Fanu, Carmilla
66. Ambrose Bierce, I racconti dell'oltretomba
67. George Eliot, Il velo dissolto
68. Bram Stoker, L'ospite di Dracula
69. Robert Louis Stevenson, Il ladro di cadaveri
70. Oscar Wilde, Il delitto di Lord Savile e Il fantasma di Canterville
71. Carlo Goldoni, La locandiera
72. Luigi Pirandello, L'umorismo
73. Hermann Hesse, Il miglioratore del mondo e Emil Kolb
74. Italo Svevo, Il buon vecchio e la bella fanciulla e altri racconti
75. Napoleone Bonaparte, Aforismi, massime e pensieri
76. Théophile Gautier, Jettatura
77. Franco Cuomo, Elogio del libertino
78. Joseph Conrad, Cuore di tenebra
79. Herman Melville, Billy Budd il marinaio
80. William H. Hodgson, L'orrore del mare
81. Robert Louis Stevenson, L'isola delle voci e La spiaggia di Falesà
82. Le avventure di Sindibàd il marinaio
83. Arthur Schopenhauer, Saggio sulla visione degli spiriti
84. I fioretti di san Francesco
85. Johann Wolfgang von Goethe, I dolori del giovane Werther
86. Seneca, Come vivere a lungo e La provvidenza
87. Karl Kraus, Aforismi in forma di diario
88. Arthur Conan Doyle, La mummia
89. Paul Verlaine, Femmes e Hombres. Poesie erotiche
90. Aleksandr Isaevič Solženicyn, Una giornata di Ivan Denisovič
91 William H. Hodgson, Robert E. Howard, H.P. Lovecraft, Seabury Quinn, Manly Wade Wellmann, Gli indagatori dell'incubo. Cinque casi del Soprannaturale risolti dai Maestri dell'Orrore: L'anello, La palude, L'innominabile, Le mummie, Il rondache di Leonardo
92. Søren Kierkegaard, Diario del seduttore
93. Alessandro Manzoni, Storia della colonna infame
94. Khalil Gibran, Gli dèi della terra e La tempesta
95. Ivo Andrić, Racconti di Sarajevo
96. Boris Vian, Non vorrei crepare
97. Luigi Pirandello, Questa sera si recita a soggetto
98. Mahatma Gandhi, Buddismo, Cristianesimo, Islamismo. Le mie considerazioni
99. Canti d'amore e di libertà del popolo kurdo
100. Dante Alighieri, Divina Commedia
101. Virginia Woolf, Una stanza tutta per sé
102. Michail Bulgakov, Le uova fatali. La storia di un'invasione di rettili giganti in un capolavoro della letteratura fantascientifica.
103. Leonardo da Vinci, Aforismi, novelle e profezie
104. Gustav Meyrink, Racconti agghiaccianti: La maschera di gesso, I cervelli, L'urna di S. Gingolph, Il segreto del Castello di Hathaway, Castroglobina, Il Bramino, Il gabinetto delle figure di cera, L'anello di Saturno, Le piante orribili, Danza macabra
105. Carlo Bernari, L'ombra del suicidio (Lo strano Conserti)
106. William Shakespeare, Molto rumore per nulla
107. Aladino e la lampada meravigliosa
108. Ugo Foscolo, Ultime lettere di Jacopo Ortis
109. Johann Wolfgang von Goethe, Elegie romane (traduzione di Luigi Pirandello), Epigrammi veneziani (traduzione di Andrea Landolfi)
110. Epicuro, Massime e aforismi
111. Friedrich Schiller, Il visionario
112. Mark Twain, La banconota da un milione di sterline e altri racconti
113. Giovanni Della Casa, Galateo
114. a cura di Piero Mioli, Le più belle arie d'opera
115. Giuseppe D'Agata, Il medico della mutua
116. Hermann Hesse, Aforismi
117. Khalil Gibran, Aforismi. Sabbia e spuma
118. Ezra Pound, Aforismi e detti memorabili
119. Alphonse Karr, Aforismi sulle donne, sull'uomo e sull'amore
120. Friedrich Nietzsche, Aforismi
121. Charles Dickens, Un canto di Natale
122. Charles Dickens, Il grillo del focolare
123. Charles Dickens, Il patto col fantasma
124. Charles Dickens, Le campane
125. Charles Dickens, La battaglia della vita
126. Karl Marx, Friedrich Engels, Manifesto del partito comunista
127. Ippocrate, Aforismi, Giuramento
128. Ettore Petrolini, Macchiette, lazzi, colmi e parodie
129. Sun Tzu, L'arte della guerra
130. David Herbert Lawrence, La vergine e lo zingaro
131. Edith Wharton, Ethan Frome
132. E. Hoffmann Price, George Stroup, Arthur J. Burks, Albert Graham, Henry Lieferant, Le case maledette. 5 agghiacianti avventure nelle case dell'orrore: La pensione, Casa Troon, La camera sul pianerottolo, La casa dannata, La casa dei suicidi
133. Stephen Crane, Il segno rosso del coraggio
134. Gaspara Stampa, I sonetti d'amore
135. Gilles de Bellemère, Le quindici gioie del matrimonio
136. Oscar Wilde, L'amore e le donne. Aforismi
137. a cura di Luciano Luisi, Luna d'amore. Le più belle poesie d'amore d'ogni tempo e paese scelte e tradotte da un poeta d'oggi
138. Carlo Goldoni, Gl'innamorati
139. Tommaso Moro, Utopia
140. Guy de Maupassant, Le Horla e altri racconti dell'orrore: Le Horla, La mano scorticata, Pazzo?, La paura, L'orribile, Il tic, Diario di un magistrato, La morta
141. Giulio Mazzarino, Breviario dei politici
142. Buddha, Aforismi e discorsi
143. a cura di Silvio Raffo, Donna, mistero senza fine bello. La poesia femminile d'occidente dalla Grecia classica alle soglie del XX secolo
144. Diego Fabbri, Processo a Gesù
145. Aristofane, Le commedie delle donne. Lisistrata, La festa delle donne, Le donne a Parlamento
146. Edgar Allan Poe, Racconti dell'impossibile
147. Joseph Sheridan Le Fanu, Tre casi del dr. Hesselius: Il Giudice, Il patto col Diavolo, La persecuzione
148. Anonimo Francofortese, Libretto della vita perfetta
149. Roberto Gervaso, Aforismi
150. a cura di Elena Clementelli, e Walter Mauro, Antologia del blues
151. August Strindberg, Inferno
152. Cicerone, L'arte di invecchiare
153. a cura di Giovanni Gigliozzi, Mamma, le più belle poesie a te dedicate
154. Arthur Schnitzler, Il ritorno di Casanova
155. Mao Tse-tung, Citazioni. Il «libretto rosso»
156. Oscar Wilde, De profundis
157. Apicio, La cucina dell'antica Roma
158. Ludwig Andreas Feuerbach, L'essenza della religione
159. Nathaniel Hawthorne, Racconti neri e fantastici: Rintocchi funebri per un matrimonio, Il mantello di Lady Eleanore, Il Maggio di Merry Mount, David Swan: una fantasia, Il Maggiore Molineaux, mio parente, Il gentile fanciullo
160. Jack London, La sfida e altre storie di boxe
161. Giorgio Saviane, L'inquisito
162. a cura di Paola Sorge, Motti dannunziani
163. Pietro Verri, Osservazioni sulla tortura
164. Nikolaj Vasil'evič Gogol', Racconti degli «Arabeschi»
165. Rudyard Kipling, Il risciò fantasma e altre storie fantastiche: Il risciò fantasma, I bambini, La più bella storia del mondo, Il serpente di mare
166. Fëdor M. Dostoevskij, Le notti bianche
167. Marcel Proust, Massime e aforismi dalla «Recherche»
168. Molière, L'avaro
169. Friedrich Nietzsche, Crepuscolo degli idoli
170. Luciano di Samosata, Storia vera
171. Hermann Hesse, L'ultima estate di Klingsor
172. Johann Wolfgang von Goethe, Massime
173. Alfred Adler, Psicologia dell'omosessualità
174. G. Appleby Terrill, Robert C. Albright, Henry Kuttner, Thorp McClusky, Storie di streghe: Progenie di strega (erroneamente attribuito a Henry C. Wire), Sekhmet, La stanza della strega, L'evocazione
175. William Shakespeare, Sogno di una notte di mezza estate
176. Michel de Montaigne, Dizionario della saggezza
177. Rainer Maria Rilke, Danze macabre
178. Plutarco, Sull'amore
179. Hugh Walpole, Vernon Lee, Oliver Onions, Montague Rhodes James, Francis Marion Crawford, Fantasmi inglesi: La vecchia, Il Signore delle Mosche, La nave fantasma, Oh, fischia, ed io verrò, La cuccetta superiore
180. Henry James, Harold Lawlor, Mary Freeman, Dorothy Quick, Ambrose Bierce, Fantasmi americani: L'incontro, Il richiamo, Fantasmi, Villa De Quisce, Casa Manton
181. Joseph Sheridan Le Fanu, Joseph Sheridan Le Fanu, Fitz-James O'Brien, Fitz-James O'Brien, Bram Stoker, Bram Stoker, Fantasmi irlandesi: Il fantasma e il conciaossa, Il fantasma della signora Crowl, Che cos'era?, La stanza perduta, Capelli d'oro, Lo sposalizio
182. Théophile Gautier, Charles Nodier, Prosper Mérimée, Guy de Maupassant, Émile Zola, Théophile Gautier, Prosper Mérimée, Fantasmi francesi: Il piede della mummia, La valle dell'uomo morto, La Venere d'Ille, Chi lo sa?, La casa degli spettri, La caffettiera, La visione di Carlo XI
183. Luigi Capuana, Luigi Gualdo, Amilcare Lauria, Luigi Pirandello, Iginio Ugo Tarchetti, Angelo B. Mazzarese, Fantasmi italiani: Un vampiro, La canzone di Weber, Notizie dell'altro mondo, La casa del Granella, La leggenda del Castello Nero, Spettri
184. E.T.A. Hoffmann, Gustav Meyrink, E.T.A. Hoffmann, Gustav Meyrink, E.T.A. Hoffmann, Gustav Meyrink, Fantasmi tedeschi: L'ospite misterioso, La seduta spiritica, Una storia di fantasmi, Le stelle dell'Aldilà, Il violino di Cremona, Chitrakarna
185. Rudyard Kipling, L'uomo che volle farsi re e I costruttori di ponti
186. Voltaire, Candido
187. Sigmund Freud, Aforismi e pensieri
188. Sallustio, La congiura di Catilina
189. David Herbert Lawrence, L'uomo che amava le isole e L'uomo che era morto
190. Arlton Eadie, Elizabeth Stone, Gianni Pilo, Mal di luna. Racconti di lupi Mannari: La maledizione della strega, La mano, Azuna
191. Arthur Rimbaud, Illuminazioni
192. Federigo Tozzi, Con gli occhi chiusi
193. William Somerset Maugham, Liza di Lambeth
194. Cesare Beccaria, Dei delitti e delle pene e Commento di Voltaire
195. Virgilio, Bucoliche
196. Honoré de Balzac, Il colonnello Chabert
197. a cura di E. Clementelli e W. Mauro, Antologia degli spirituals
198. Gustave Flaubert, Tre racconti. Un cuore semplice, La leggenda di san Giuliano ospitaliere, Erodiade
199. Pietro Abelardo, Storia delle mie disgrazie e Lettere d'amore di Eloisa
200. William Shakespeare, Macbeth

### Seconda serie
201. Hermann Hesse, Il vagabondo
202. Gabriele D'Annunzio, Giovanni Episcopo
203. Thomas Mann, Cane e padrone
204. Luigi Pirandello, Una giornata
205. William Shakespeare, Re Lear
206. Confucio, Massime
207. Jorge Luis Borges, Cos'è il buddismo
208. Sigmund Freud, Storia del movimento psicoanalitico e L'interesse per la psicoanalisi
209. Howard Phillips Lovecraft, La tomba e altre storie dell'orrore: La tomba, Il tempio, Il divoratore di spettri, Nella cripta, I cari estinti, Due bottiglie nere, Il boia elettrico
210. Jack London, Il richiamo della foresta
211. Nostradamus, Le profezie
212. Lucio Anneo Seneca, Guida alla saggezza
213. a cura di Sabina Moser, I proverbi della Bibbia
214. Arthur Conan Doyle, Il segno dei quattro
215. Arthur Rimbaud, Una stagione all'inferno
216. Grazia Deledda, Il paese del vento
217. Honoré de Balzac, La fanciulla dagli occhi d'oro
218. Joseph Conrad, Tifone
219. Mahatma Gandhi, Aforismi e pensieri
220. William Shakespeare, Il mercante di Venezia
221. Søren Kierkegaard, La malattia mortale
222. Gaston Leroux, Storie macabre
223. Giovanni Verga, Una peccatrice
224. Sigmund Freud, Coca e cocaina
225. Hermann Hesse, Il piacere dell'ozio
226. Jules Verne, Parigi nel XX secolo
227. William Shakespeare, Giulio Cesare
228. Tommaso Campanella, La città del sole
229. Sigmund Freud, Psicologia delle masse e analisi dell'Io
230. David Herbert Lawrence, La volpe
231. Samuel Taylor Coleridge, La ballata del vecchio marinaio e altre poesie: Christabel, Kubla Khan, Amore
232. Lao-tzu, Il libro del Tao
233. Khalil Gibran, Il Profeta
234. Evgenij Evtušenko, Arrivederci, bandiera rossa. Poesie degli anni Novanta
235. Luigi Pirandello, Donna Mimma
236. Gabriele D'Annunzio, La figlia di Iorio
237. William Shakespeare, Sonetti d'amore
238. George Bernard Shaw, Pigmalione
239. Sigmund Freud, Psicologia della vita amorosa
240. Luigi Pirandello, Amori senza amore
241. Hermann Hesse, Animo infantile
242. Grazia Deledda, Sangue sardo
243. Robert Musil, Congiungimenti
244. Lucio Apuleio, La favola di Amore e Psiche
245. David Herbert Lawrence, Apocalisse
246. Niccolò Machiavelli, Il Principe
247. Søren Kierkegaard, Aforismi e pensieri
248. Georg Wilhelm Friedrich Hegel, La vita di Gesù
249. Erasmo da Rotterdam, Elogio della follia
250. Jack Kerouac, Pic
251. Joseph von Eichendorff, Vita di un perdigiorno
252. Giovanni Paolo II, Il papa alle donne
253. Khalil Gibran, I segreti del cuore
254. Hermann Hesse, Nella terra di Siddharta
255. Arthur Conan Doyle, Gli aforismi di Sherlock Holmes
256. Oscar Wilde, L'importanza di essere Onesto
257. Fëdor M. Dostoevskij, Il sogno di un uomo ridicolo e La mite. Due racconti fantastici.
258. Stendhal, Vita di Mozart
259. Stephen Crane, Maggie: ragazza di strada
260. Gustave Flaubert, Memorie di un pazzo
261. a cura di Luciano Luisi, A mio padre... le più belle poesie dai poeti italiani
262. Hermann Hesse, Sull'anima
263. Edgar Allan Poe, Eureka
264. Oscar Wilde, Il principe felice, Una casa di melograni
265. Dino Basili, L'amore è tutto. Breviario neo-romantico per il Duemila
266. Niccolò Machiavelli, La mandragola
267. Giovanni Verga, La Lupa e altre novelle di sesso e di sangue
268. Tommaso d'Aquino, L'alchimia ovvero Trattato della pietra filosofale
269. William Shakespeare, La bisbetica domata
270. D.A.F. de Sade, Le sventure della virtù
271. Platone, Processo e morte di Socrate
272. Joseph Conrad, La linea d'ombra
273. Marx, Engels, Riassunto del «Capitale», La forma di valore
274. Hermann Hesse, Fantasma di mezzogiorno
275. a cura di Launcelot Cranmer-Byng e Shapurji Aspaniarji Kapadia, Leggende del buddhismo indiano
276. Sigmund Freud, Introduzione al narcisismo
277. Giacomo Leopardi, Pensieri e detti memorabili
278. William Shakespeare, La dodicesima notte
279. William Shakespeare, Antonio e Cleopatra
280. Oscar Wilde, Un marito ideale